# Crassispira chazaliei
Crassispira chazaliei é uma espécie de gastrópode do gênero Crassispira, pertencente à família Pseudomelatomidae.